# Сотников, Борис Иванович
Борис Иванович Сотников (родился 27 декабря 1927 года в городе Токмак Киргизской ССР) — русский писатель, прозаик.

## Биография
Дед писателя служил сотником в Донском казачьем войске, был сослан при Советской власти в Киргизию и позже вместе с женой погиб от голода. Отец писателя был рабочим и также был репрессирован.
Участник Великой Отечественной войны, служил военным лётчиком (1944—1958, дослужился до звания капитана), работал в областном военкомате (1958—1961). Окончил филологический факультет Днепропетровского университета (1964, отделение журналистики). Работал в издательстве «Промінь» (1961—1967), во Всесоюзном научно-исследовательском трубном институте (1967—1968), в тресте «Приднепроворгтехстрой» (1968—1986).
Печатался в альманахах «Борисфен», «Саксагань». Член регионального Союза писателей Приднепровья (1995), МСПС (1996).
Живёт в Днепропетровске.

## Книги
Автор книг прозы:
- Летчики. Повесть и рассказы. Днепропетровск, 1961, 1964;
- Две жизни. Повести. Днепропетровск, 1981;
- Запретные повести. Днепропетровск, «Южная Пальмира», 1992.

## Награды
- «За победу над Германией»,
- «20 лет Победы»,
- «30 лет Победы»,
- «За боевые заслуги»,
- «50 лет Победы»,
- «50 лет освобождения Украины».

## Работы онлайн
- Сотников Борис Иванович: Проза на lib.ru